# Jack Culcay-Keth
Jack Robert Culcay-Keth (ur. 26 września 1985 w Ambato w Ekwadorze) – niemiecki bokser. Amatorski mistrz świata. Były zawodowy mistrz świata WBA w wadze lekkośredniej.

## Kariera amatorska
Jest synem Ekwadorczyka i Niemki. Przyjechał do Niemiec z Ekwadoru w wieku pięciu lat. Zaczął trenować boks, gdy miał 12 lat.
Wziął udział w mistrzostwach świata w 2007 w Chicago w kategorii półśredniej (do 69 kg), gdzie po wygraniu dwóch walk przegrał w ćwierćfinale z późniejszym triumfatorem Demetriusem Andrade ze Stanów Zjednoczonych. Dobry występ w tych mistrzostwach umożliwił Culcayowi udział w igrzyskach olimpijskich w 2008 w Pekinie. W pierwszej walce trafił tam na medalistę olimpijskiego z igrzysk w 2004 Kima Jung-joo, z którym nieznacznie przegrał. W tym samym roku Culcay zdobył srebrny medal w wadze półśredniej podczas mistrzostw Europy w Liverpoolu. W finale uległ Mahamadowi Nurudzinau z Białorusi.
Swój największy sukces w boksie amatorskim Culcay odniósł na mistrzostwach świata w 2009 w Mediolanie, gdzie zdobył złoty medal w kategorii półśredniej, po wygraniu w finale z Andriejem Zamkowojem.
Był amatorskim mistrzem Niemiec w 2007 i 2008.

## Kariera zawodowa
W 2009 Culcay przeszedł na zawodowstwo. Pierwszą walkę stoczył w grudniu tego roku. W sierpniu 2012 zdobył tytuł mistrza interkontynentalnego WBA w kategorii lekkośredniej. Po dwóch skutecznych obronach stracił ten tytuł w kwietniu 2013 po pierwszej w jego karierze zawodowej porażce z Guido Nicolasem Pitto, ale odzyskał go w walce rewanżowej w październiku tego roku. W sierpniu 2014 został zawodowym mistrzem Europy EBU w tej wadze, a 9 maja 2015 pokonał Maurice’a Webera w walce o pas tymczasowego mistrza świata WBA. Po dwóch skutecznych obronach został podniesiony do pozycji regularnego mistrza świata WBA (supermistrzem jest Erislandy Lara).
11 marca 2017 utracił tytuł mistrzowski po niejednogłośnej porażce z Demetriusem Andrade.
21 października 2017 roku na gali World Boxing Super Series w Prudential Centre w Newark przegrał jednogłośnie na punkty z Polakiem Maciejem Sulęckim (26-0, 10 KO)